# إبراهيم شايع الحقيل
إبراهيم بن شايع بن عبد الله الحقيل رئيس ديوان المظالم في المملكة العربية السعودية الثامن وترأس مجلس القضاء الإداري خلال فترته من 19 صفر 1430 هـ إلى 17 جمادى الآخرة 1432 هـ. من مواليد مدينة المجمعة في 1 رجب 1381 هـ. متزوج، وله من الأولاد سبعة أبناء وبنت.

## حياته الشخصية
بعد عمله في السلك القضائي عمل في الأبحاث والتأليف، كما عمل في مكتبه للمحاماة والاستشارات.

## المؤهلات العلمية
- حصل على بكالوريوس من كلية الشريعة بجامعة الإمام محمد بن سعود الإسلامية عام 1405 هـ.
- حاصل على دبلوم دراسات الأنظمة من معهد الادارة العامة بالرياض عام 1407 هـ.
- حاصل على شهادة (العالمية) الدكتوراه مع مرتبة الشرف الأولى من كلية الشريعة والقانون بجامعة الأزهر عام 1443هـ.

## الأعمال القضائية
- عضوًا في الدائرة التجارية الثانية منذ تعيينه قاضيًا بديوان المظالم بتاريخ 1 ذو الحجة 1407 هـ.
- عضوًا في عدد من الدوائر الجزائية بديوان المظالم في فترات متقطعة.
- رئيسًا للدائرة الإدارية الفرعية الأولى من 1422 هـ وحتى 1425 هـ
- رئيسًا للدائرة التجارية الثانية للفترة من 25 ربيع الأول 1422 هـ وحتى 17 شوال 1429 هـ.

## الخبرات العملية
شارك في العديد من اللجان والندوات والمؤتمرات، ومن ذلك:
- لجنة دراسة اقتراح هيئة الخبراء بمجلس الوزراء بإنشاء لجنة عليا للنظر في التظلمات من قرارات لجنة تسوية المنازعات المصرفية.
- لجنة مراجعة الأنظمة التي تأثرت بالترتيبات التنظيمية لأجهزة القضاء وفض المنازعات، وانتهت إلى صياغة نظام القضاء ونظام ديوان المظالم.
- لجنة دراسة انضمام المملكة العربية السعودية إلى منظمة التجارة العالمية.
- لجنة مناقشة النظام التجاري الموحد لدول مجلس التعاون لدول الخليج العربية.
- لجنة دراسة توصيات ورشة العمل عن واقع المحاكمات العادلة في المملكة العربية السعودية.

| سبقه محمد عبدالله الأمين الشنقيطي | رئيس ديوان المظالم 1428 هـ - 1430 هـ | تبعه عبد العزيز بن محمد النصار |